# Alexandre Jean Joseph Le Riche de La Popelinière
 (août 2024).
Si vous disposez d'ouvrages ou d'articles de référence ou si vous connaissez des sites web de qualité traitant du thème abordé ici, merci de compléter l'article en donnant les références utiles à sa vérifiabilité et en les liant à la section « Notes et références ».
Pour les articles homonymes, voir Riche (homonymie).
Alexandre Jean Joseph Le Riche de La Popelinière (parfois écrit Poupelinière ou Pouplinière), né le 26 juillet 1693 à Chinon et mort le 5 décembre 1762 à Paris, fut un fermier général, un collectionneur, mécène et écrivain sous le règne de Louis XV.

## Biographie

### Origines et jeunesse

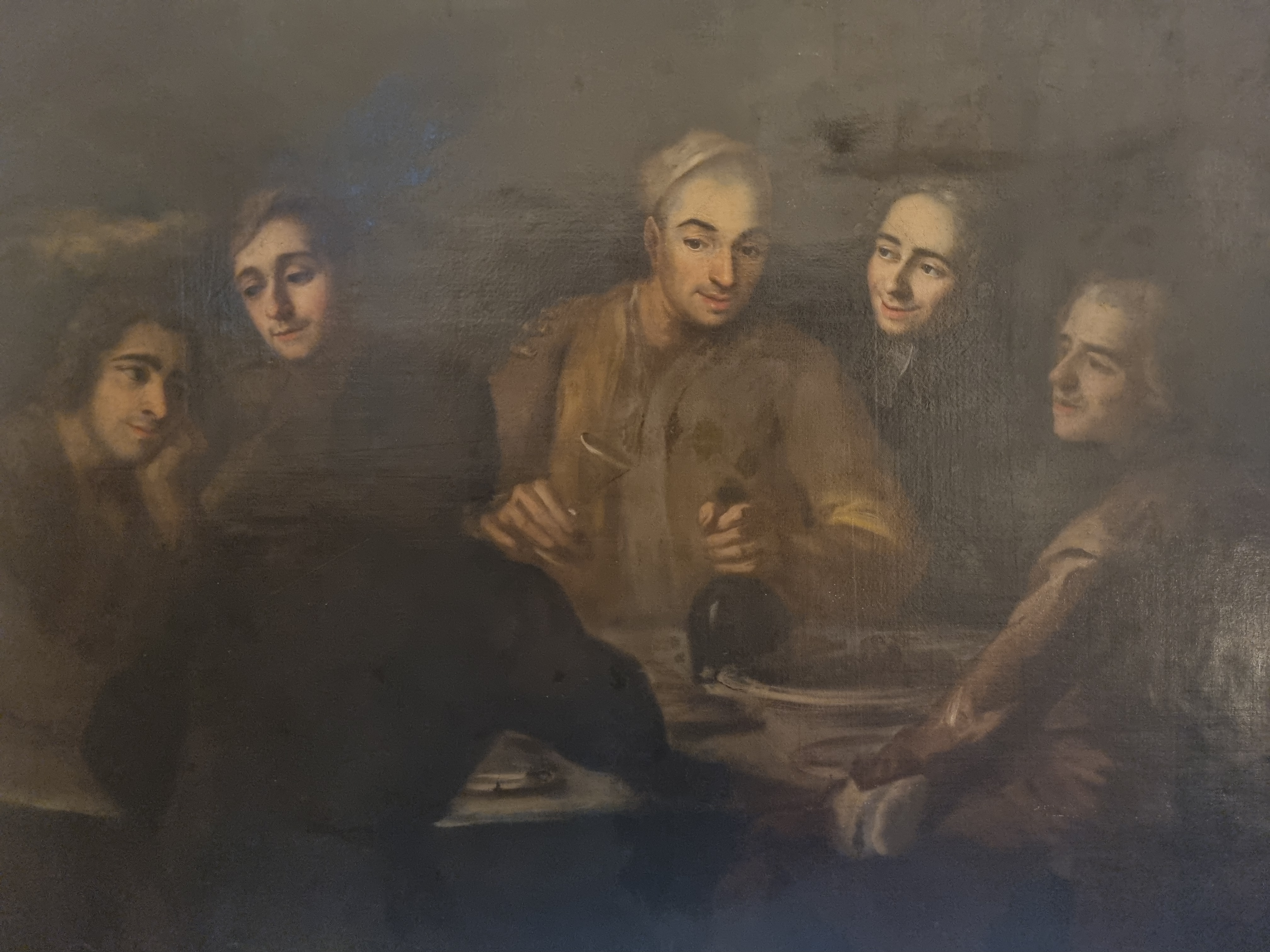
Famille Leriche, vers 1736. A droite La Popelinière.

Alexandre-Jean-Joseph Le Riche de La Popelinière est issu d'une famille originaire de Saint-Fréjoux depuis le XVe siècle. Il est le fils de Thérèse Anne Le Breton de La Bonnellière (1665-1694) qui apporta en dot, le 5 février 1690 le domaine de la Popelinière et d'Alexandre Le Riche (1656-1735), anobli en 1696, écuyer, seigneur de Bretignolles, puis de Courgains, d'Anché et de Cheveigné, receveur des finances de la généralité de Montauban en 1713, fermier général de 1715 à 1718, qui hérite de la terre de La Popelinière située dans le Chinonais. Le couple Le Riche a également une fille, Marie-Thérèse qui épouse en 1713, Adrien de Saffray. En secondes noces, Alexandre Le Riche père épouse en 1696 Madeleine-Thérèse Chevalier de La Chicaudière, fille d'un riche conseiller au parlement du Mans dont il aura quatre fils.
Le jeune Alexandre, après des études au Mans puis à Caen, monte subitement à Paris pour se tourner, contre l'avis de son père, vers le métier des armes et entrer dans le corps des mousquetaires du roi où il sert au moins durant l'année 1715. Deux ans plus tard, il accepte de rejoindre Montauban pour y apprendre le métier de receveur général. Le 20 février 1719, son père est nommé « conseiller-secrétaire du Roi», puis, en 1721, après le départ de John Law et la réorganisation de la Ferme générale par Félix Le Peletier de La Houssaye, il passe à son premier fils, qui prend désormais le nom de « La Popelinière », la charge du nouveau bail qu'on lui proposait.

### Le financier
Le voici lancé dans la finance, il n'a pas vingt-cinq ans, et il doit pour cela emprunter 350 000 livres afin d'assurer le cautionnement du bail. Devenu l'un des quarante régisseurs de la Ferme, il inspecte à partir de 1723 les différents pays de gabelles et traites, essentiellement entre Dijon et Lyon. Il semble que La Pouplinière se soit montré doué durant ces années de réorganisation du système des fermes. En 1726, le contrôleur général des finances Le Peletier des Forts produit un rapport positif sur son compte. Par ailleurs, le banquier Antoine Crozat le charge de plusieurs missions en Hollande, pays qui suscite chez La Pouplinière un grand attrait. C'est reçu ensuite chez l'opulent Crozat qu'il fait la connaissance du collectionneur Pierre-Jean Mariette, de musiciens, de comédiens... et de comédiennes.

### L'exil en province
Au cours de l'une de ces soirées, La Pouplinière rencontre l'actrice Marie Antier (1687-1747), qui était la maîtresse en titre du Prince de Carignan, chargé des menus plaisirs du roi. Un soir de printemps 1727, le prince surprend cette dernière en compagnie de La Pouplinière; si forte est sa colère qu'il s'en plaint au cardinal Fleury qui s'engage à éloigner de Paris le jeune homme un peu trop fougueux. La Pouplinière est relégué par le roi en Provence, avec ordre d'y rester et de contrôler les commis, lui-même surveillé de près par la police au cas où il désirerait remonter à Paris. Il s'installe d'abord à Marseille et y mène grand train, puis est muté à Bordeaux et enfin à Amiens et Saint-Quentin.
Entre le 27 juin et la mi-octobre 1731, La Pouplinière, accompagné de son jeune frère, Augustin, et de quatre amis, va visiter la Flandre et les Provinces-Unies. Il se montre intéressé par l'art mais aussi par les techniques et les questions économiques : la description minutieuse de ce voyage est rapportée sous la forme d'un journal intime publié sans doute au début de l'année 1732. Fin octobre, il est enfin autorisé à revenir à Paris. Il habite à cette époque rue Neuve-des-Petits-Champs, un endroit plutôt spacieux et confortable, sans doute loué, qu'il quitte en 1739.

## Le mondain et le mécène

### Le premier cénacle
C'est selon toute vraisemblance par ses relations avec le monde de la finance que La Pouplinière entame une véritable vie mondaine dans les vastes appartements de la rue des Petits-Champs, une vie qui ne fait que reprendre son cours après les années d'«exil». Pour ses premières soirées, il retrouve un complice, le fermier général Pierre Durey d'Harnoncourt (1682-1765) qui a pour secrétaire Piron. Par ailleurs, il fréquente les relations du vieux banquier Samuel Bernard dont la maîtresse attitrée, Manon Dancourt et sa sœur Mimi, toutes deux comédiennes mais désireuses de se retirer. Mimi avait créé le rôle de la mère dans L'Indiscret, une comédie de Voltaire en 1725. Il n'est donc pas étonnant de voir le philosophe chez La Pouplinière, accompagné de la propre fille de Mimi, la jeune et jolie Thérèse, âgée d'à peine dix-sept ans. Un autre homme est souvent du cénacle, Nicolas-Claude Thieriot, l'ami et l'agent littéraire de Voltaire.
Le 2 juillet 1732, il se lance pour la première fois dans l'une de ces nombreuses opérations immobilières dont il eut sa vie durant le secret : il achète auprès de Françoise-Claude Le Poitevin, épouse séparée de François Bachelier, bourgeois de Paris «une maison court et jardin contenant alors trois arpent et demi environ», que l'on pourrait situer aujourd'hui rue Ballu. Il la revent le 30 décembre 1747, au profit du fermier général Charles-François Gaillard de la Bouëxière. Le Pavillon La Bouëxière est une «maison de campagne», située à proprement parler au sud du village de Clichy, au nord de Paris, loin de l'agitation du centre-ville. Le coût en est de 27 000 livres et le voisin immédiat n'est autre que le duc de Richelieu.

### Le mariage

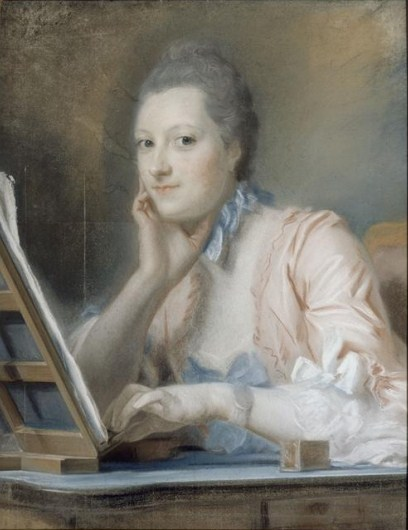
Madame de la Pouplinière, pastel de Quentin de La Tour (vers 1741, musée Antoine-Lécuyer).

De 1731 à 1743, La Pouplinière poursuit avec sérieux son travail de fermier général, charge à laquelle s'ajoute dès 1733 la régie du tabac pour la généralité de Paris, ce qui augmente considérablement ses revenus. Son père meurt le 10 avril 1735 : aîné de la fratrie, le voici devenu «le banquier de la famille». Le 25 octobre suivant, il fait l'acquisition pour 100 000 livres de la seigneurie et du marquisat de Saint-Vrain d'Escorey auprès de Charles-Guillaume de Broglie. Le voici «seigneur» en titre, même si jusqu'à sa mort, d'insolubles problèmes juridico-administratifs l’empêcheront d'en jouir pleinement. Il ne se rent que rarement en son domaine; la première fois, il est accompagné de Thieriot, son «conseil en menus-plaisirs».
C'est un homme fort riche, âgé de près de quarante ans, que l’État va bientôt mettre face à ses responsabilités domestiques : en effet, La Pouplinère fréquente depuis au moins 1734 la jeune comédienne Thérèse Boutinon des Hayes. Or ce concubinage fait jaser la Cour. La Pouplinière était-il l'un de ces libertins dont son siècle semble avoir tant accouché ? Son Voyage laisse entendre un homme assez conservateur, certes très ouvert au progrès techniques, mais farouchement individualiste : la liberté de commerce et d'invention passe sans doute chez lui par la liberté d'aimer comme bon lui semble. De fait, il n'est pas pressé de se marier mais sa fortune grossissant, on lui enjoint sans doute d'avoir une descendance.
Dans sa correspondance, Voltaire mentionne Thérèse, qu'il nomme «Polymnie» en octobre 1736, dans une lettre adressée à Thiériot, citant au passage le musicien Jean-Philippe Rameau qualifié d'«Orphée» : si les circonstances exactes de la venue de Rameau au sein du premier cénacle demeurent obscures, il est clairement établi que ce dernier donne des cours de clavecin à Thérèse cette même année, rue des Petits-Champs. En 1737, Thérèse démontre qu'elle n'est plus une simple écolière : elle publie dans Le Pour et Contre, le périodique dirigé par l'abbé Prévost, un compte rendu analytique intitulé «Extrait du livre de M. Rameau intitulé Génération Harmonique» : Thérèse décroche ainsi son certificat de «bel esprit» et dès lors, tout Paris veut se rendre chez La Pouplinière. En 1743, elle fut l'élève de clavecin de Gennaro D'Alessandro, suscitant la jalousie entre lui et Rameau (l'Italien recevait le double du salaire du Français),.
Thèrèse est prise en sympathie par la salonnière Claudine Guérin de Tencin, la grande amie du cardinal Fleury. Ce dernier rappelle La Pouplinière à ses devoirs, évoquant au passage l'«incident Marie Antier» : le mariage est officialisé le 5 octobre 1737.

### L'hôtel Villedo
La Pouplinière voit plus grand : pour le confort de ses amis et de Thérèse, il quitte la rue des Petits-Champs et achète à la fin de l'année 1739 l’hôtel construit pour Michel Villedo en 1662, situé au niveau de l'actuel numéro 59 de la rue Richelieu et remplacé par un immeuble de rapport à la fin du XIXe siècle. Il le conserve jusqu'à sa mort, et y adjoint en 1757 une autre maison située au 18 rue des Petits-Champs qu'il fait aménager en résidence pour musiciens ; les deux bâtiments communiquaient.
Cependant, les années 1739-1742 apportent quelques soucis juridiques à La Pouplinière : au moment où le bail de la Ferme est renégocié et voulant se libérer de son frère M. de Cheveigné auquel il était lié par contrat, celui-ci l'attaque en justice. Le contrôleur Philibert Orry est sollicité et convoque même le Conseil du Roi : La Pouplinière doit payer plus de 260 000 livres de dédommagement à Cheveigné. L'affaire ne fut soldée qu'en 1751.

### Rameau entre à son service

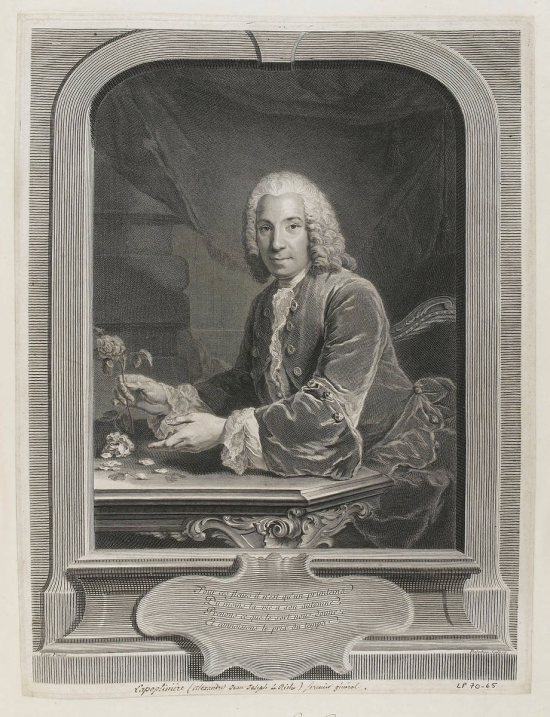
Estampe signée Jean-Joseph Balechou (vers 1750 ?) d'après un tableau perdu de Louis Vigée. Le poème qui l'accompagne est : Pour ces fleurs il n'est qu'un printemps / Du moins la vie a son automne / Prenons ce que le sort nous donne / Et connaissons le prix du temps.

Dire que La Pouplinière est à l'origine de la première carrière lyrique de Rameau n'est peut-être pas exagéré : dès son retour à Paris (fin 1732), le fermier général entretient un orchestre de chambre d'une dizaine d'instrumentistes, auxquels il adjoint des chanteurs et choristes, et dont il confie la direction au musicien. Hippolyte et Aricie (1733), Les Indes galantes (1735) et Castor et Pollux (1737), pièces majeures présentées à l'Académie royale de musique, assoient définitivement la réputation du compositeur, qui est un peu le maître de cérémonie des soirées organisées rue des Petits-Champs ou au pavillon de Clichy (dont les dimensions semblent bien plus adaptées), et enfin rue de Richelieu.
Ces années productives et fastes sont suivies par sept années de silence qui correspondent chez l'artiste à, en quelque sorte, un « emploi à plein-temps » chez La Pouplinière. Rameau est de toutes les soirées « pouplinièresques». Voltaire lui-même témoigne de cette omniprésence. Plus tard, Jean-Jacques Rousseau, invité lui aussi mais cette fois rue de Richelieu, s'étonne que Rameau soit perpétuellement là (l'on sait qu'une querelle éclata bien plus tard entre les deux hommes, Rousseau fustigeant les « Ramistes » dès 1740).

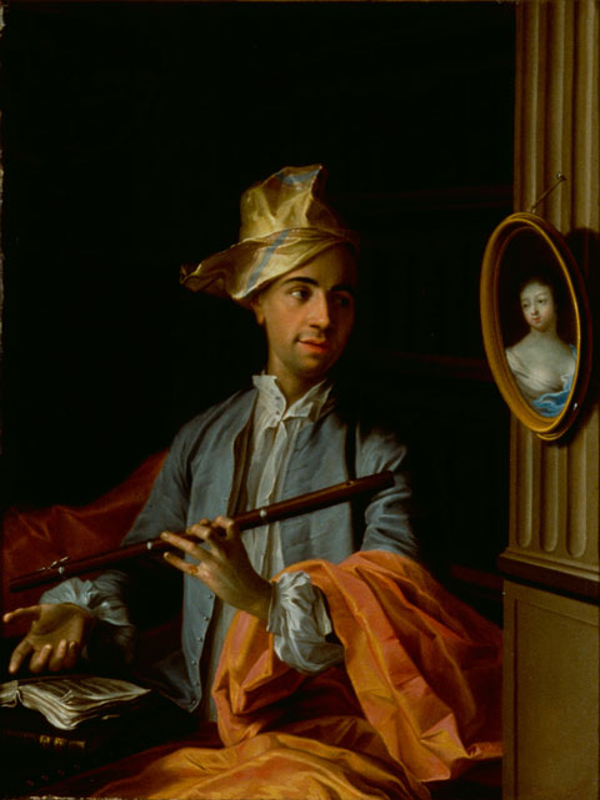
La Pouplinière,tenant une flûte d'après Carle Van Loo.

Mélomane investi, La Pouplinière joue de plusieurs instruments : Rameau fut-il son professeur ? Un tableau de Carle van Loo, qui fut souvent invité avec son épouse, le représente, mince et altier, en train de jouer de la flûte traversière sous l’œil de Thèrèse en médaillon. Parmi les invités, l'on compte également le peintre Maurice Quentin de La Tour, présenté par le comte d'Egmond, et le mécanicien Jacques de Vaucanson. Rue de Richelieu, le cénacle s'agrandit : outre les musiciens et de très nombreuses actrices (Mademoiselle Clairon, Catherine Dangeville) et danseuses (Marie-Anne de Camargo, Marie Sallé), on y rencontre des peintres et des penseurs ; une partie d'entre eux allait former le futur noyau dur des encyclopédistes. On vient pour écouter Rameau mais aussi « Madame de La Pouplinière », qui est, selon Voltaire et Marmontel, l'un des plus beaux esprits du temps. Généreux, le couple symbolise une amitié solide et pleine de charme, reposant essentiellement sur des rapports intellectuels.
Les salons de l'hôtel de la rue Richelieu sont inaugurés à la fin de l'année 1740 par une reprise de l'opéra-ballet Les Fêtes d'Hébé composé par Rameau sur un livret de Montdorge, un financier très lié à La Pouplinière et qui se pique de littérature : critiqué, le livret avait été remanié avec l'aide de l'abbé Pellegrin. Le 5 décembre 1740, Rameau baptise son fils Alexandre en l'honneur de son «patron», la marraine n'est autre que Thérèse.
Quelques nuages viennent assombrir la belle harmonie de cet ensemble : sensible aux plaintes de l'abbé Desfontaines, La Pouplinière prend ses distances vis-à-vis de Voltaire, et se rapproche de Rousseau, lequel ne le ménage pourtant point. Sur le plan psychologique, La Pouplinière semble donner raison au dernier qui lui parlait. Aussi, il fait entrer chez lui les amateurs de théâtre, Rousseau en tête.

### Un nouveau scandale

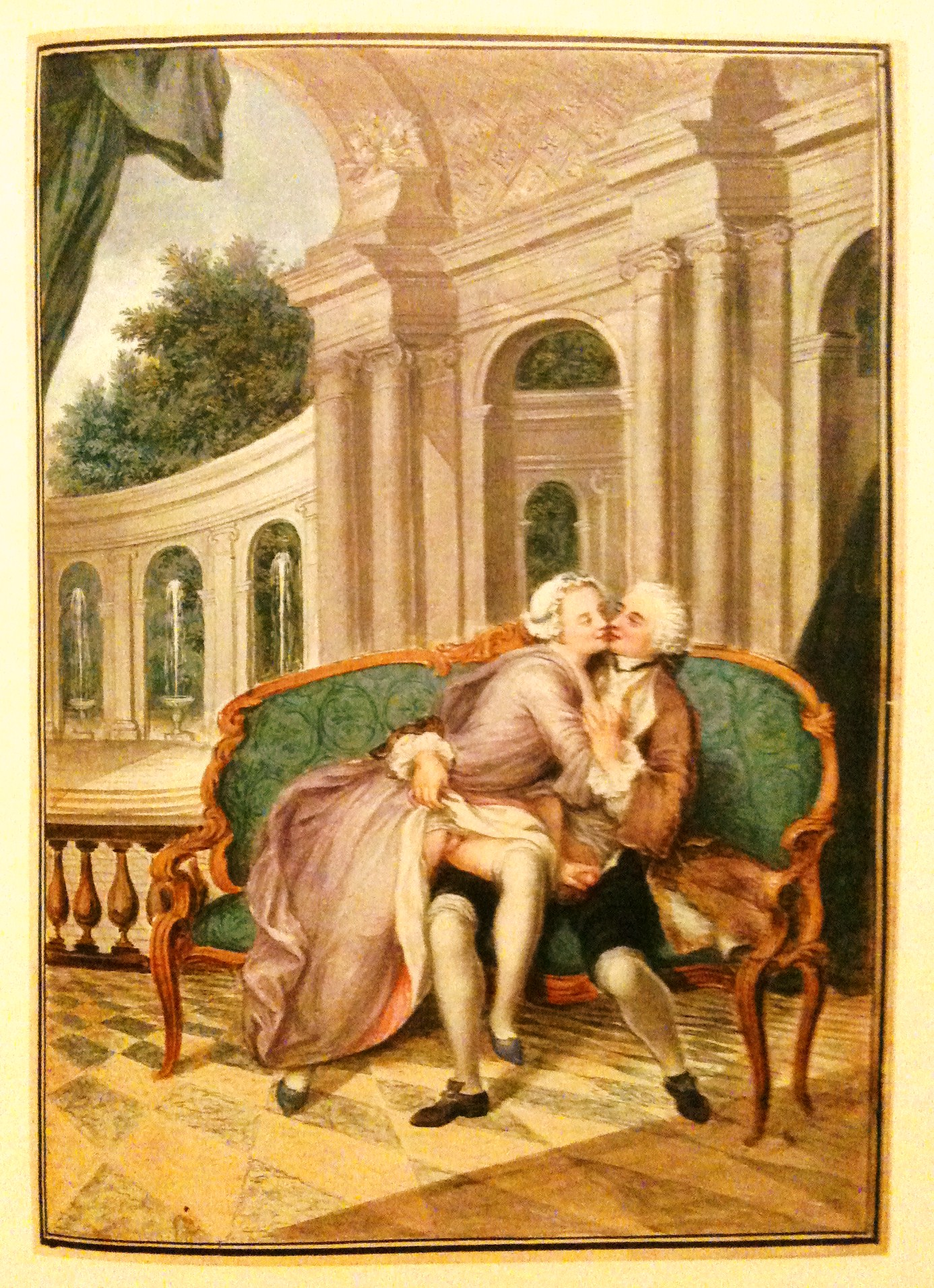
L'une des 18 gouaches commandées par La Pouplinière entre 1748 et 1750 vraisemblablement à Alexandre Antoine Marolles pour illustrer son exemplaire imprimé à titre privé des Tableaux des mœurs du temps dans les différents âges de la vie.

Sans doute introduit chez La Pouplinière par le bibliophile suisse Jean-Vincent Capperonnier de Gauffecourt (1691-1766), Rousseau s’échine depuis quelque temps sur la composition d'un ballet héroïque, Les Muses galantes, que Rameau refuse de lire. Vers octobre 1745, La Pouplinière prend alors Rousseau en sympathie et lui ouvre les salons de son hôtel pour une représentation, en mettant à sa disposition son orchestre ; cette performance, semble-t-il, irrite Rameau car il y entend des airs familiers (autrement dit, il insinue que Rousseau était un peu trop sous influence, italienne en l’occurrence). Par la suite, le duc de Richelieu fait donner chez lui les Muses galantes : on sait que Thérèse est présente ce soir-là et qu'elle manifeste son hostilité envers Rousseau, fidèle par principe à son grand ami Rameau.
Vers cette même époque, La Pouplinière, qui s'est mis à écrire lui aussi des comédies mais qu'il ne fit jamais publier, reçoit chez lui le marquis de Meuse (1689-1754), le duc de Croÿ, le maréchal de Saxe et le duc de Richelieu, tous désirant plaire à Thérèse et parfois emprunter quelques sommes au fermier. Les amitiés de La Pouplinière ne s'arrêtaient pas aux hommes : vers cette même année, il s'entiche de la Clairon, qu'il fait présenter à l'Opéra puis de Mademoiselle Bourdonnais, bientôt surnommée « la sultane favorite » (ce qui laisse entendre que le cénacle en connaissait d'autres). Thérèse, de son côté, se rapproche alors du duc de Richelieu. En 1744, Thérèse et La Pouplinière avaient été présentés à la Cour : Louis XV aurait trouvé l'épouse de son fermier général affectée de manières blessantes. Dans l'une des comédies écrite par La Pouplinière et jouée en 1746, Thérèse y est décrite comme une petite actrice atteinte de la folie des grandeurs : le message passe mal et un parti se monte contre le fermier, qualifié d'extravagant. Seul Voltaire, encore lui, prend sa défense. Cependant, le 22 avril 1746, La Pouplinière se jette sur sa femme durant un dîner et la roue de coups : ce premier scandale fut le début de la fin.
Durant l'année 1747, La Pouplinière est pris d'une fièvre immobilière. Il vend d'abord ses domaines de Saint-Vrain pour 210 000 livres, puis le pavillon de Clichy, pour 55 000. Le 22 août, il achète une maison rue de la Chaussée-d'Antin pour 18 000 livres. Le 7 mai, il décide de «louer à vie» pour une somme forfaitaire de 120 000 livres le domaine seigneurial de Passy, propriété du petit-fils du banquier Samuel Bernard, domaine qui joua un rôle déterminant dans la fin de la vie du fermier. Toutes ces tractations n'ont pas pour origine une hypothétique dette mais bien l'obtention de l'usufruit de Passy. Elles semblent la manifestation d'un homme qui cherche à remettre de l'ordre dans son foyer et tente par là, peut-être, de se faire pardonner de Thérèse. Toujours est-il que les billets anonymes pleuvent sur la maisonnée, dénonçant la liaison entre Thérèse et le duc de Richelieu, bientôt promu maréchal.
En 1748, les premières soirée de Passy sont inaugurées. Un nouveau venu s'y illustre avec brio, le baron Grimm. C'est encore à Passy que celui-ci croisa Diderot et d'Alembert. Le 28 novembre, le fermier général, averti par une domestique, se rend en son hôtel rue de Richelieu, accompagné de Vaucanson et de l'avocat Ballot. Ils découvrent un passage secret dans le cabinet de toilette de Thérèse : la petite cheminée s'ouvre par un mécanisme parfaitement dissimulé sur un appartement situé au numéro 57. Le mari déconfit commet l'erreur d'en faire établir un procès-verbal par la police du Châtelet, mais les détails sont bientôt grossis, voire déformés par la presse. Au départ, La Pouplinière croit qu'on a voulu s'en prendre à sa vie et à celle de son épouse. Par la suite, l'enquête établit que l'appartement mitoyen est loué par le maréchal-duc de Richelieu et que le mécanisme de la fausse cheminée remonterait à la fin de l'année 1746. On en fit des gorges chaudes, et même des coiffures "à la cheminée". Le duc de Richelieu était en Languedoc, il ne rentra qu'au tout début de l'année 1749 ; quant à Thérèse, elle se réfugia chez sa mère puis rue de Ventadour. À la fin de l'année, on pria La Pouplinière de verser pension à sa femme. Elle reçut jusqu'à sa mort la somme de 12 000 livres par an. La séparation de corps fut prononcée, le contrat de mariage dissout.

## Dernières années

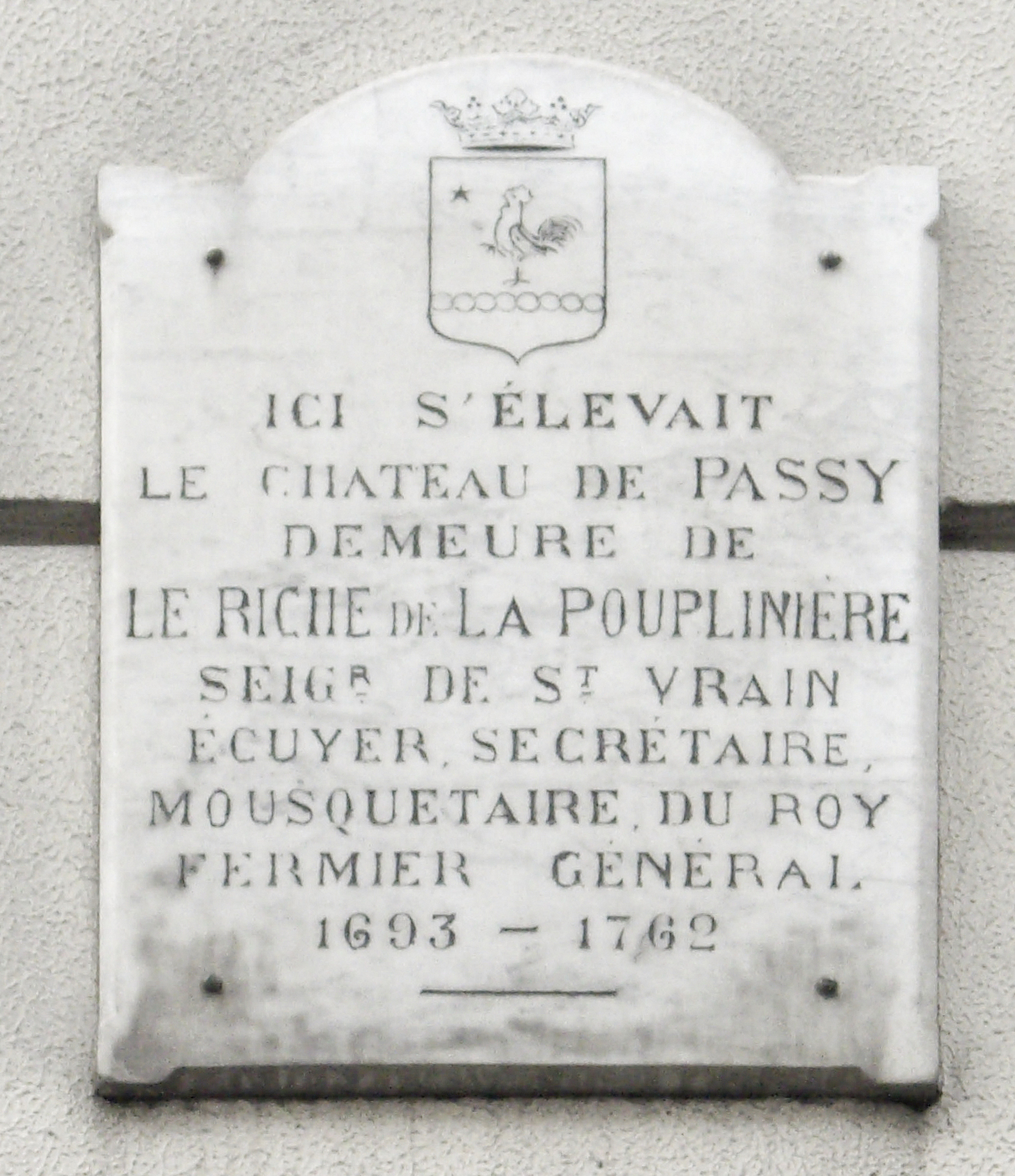
Plaque commémorative posée au 2 rue des Marronniers, où se trouvait le vaste domaine de Passy.

### Fêtes au domaine de Passy: le second cénacle
Dès le printemps 1750, les soirées chez La Pouplinière reprennent : à vrai dire, elles n'ont jamais cessé, juste changé de décor. Passy devient en quelques mois une petite communauté d'artistes et de penseurs. Ce village est un lieu de villégiature, on vient y prendre les eaux. Le fermier y reçoit un grand nombre de jeunes actrices, dont la soprano italienne Violante Vestris (1732?-1792), la sœur de Thérèse, lors de soupers qui sont, selon la police, «gais mais décents», et où s'attablent de nombreux convives dont des fermiers amis, mais aussi Marmontel, Vaucanson, Grimm ou Gentil-Bernard, et parfois Buffon. Toutes ces actrices et chanteuses étaient logées dans les communs du domaine, après avoir été approchées par un certain François-Pierre Gazon Galpin de Maisonneuve (1696-1762), agent des plaisirs du fermier et qui resta à son service jusqu'à sa mort.
C'est encore à Passy que le fermier fait imprimer cette année-là le Tableaux des mœurs du temps dans les différents âges de la vie, vraisemblablement à moins de 3 exemplaires : l'un d'entre eux est parvenu jusqu’à nous, illustré de gouaches originales érotiques sans doute de la main du miniaturiste Alexandre Antoine Marolles ; cet ouvrage constitue l'un des plus beaux curiosa jamais réalisé. Après la mort du fermier, le livre fut saisi par ordre du Roi.
Les plaisirs de Passy s'ouvrent désormais aux hôtes étrangers : on relève la visite de Giacomo Casanova, du comte de Kaunitz-Rietberg, de Louis-Eugène de Wurtemberg, du maréchal de Lowendal, de l'ambassadeur vénitien Giovanni Morosini et de lord Albermarle qui y connût une jeune actrice avec laquelle il s'établit. Cet esprit d'ouverture correspond à l'air du temps : on est en pleine querelle des Bouffons, les uns jouent le goût français contre le goût italien, quant à l'anglomanie d'avant 1747 elle fait place à une fascination pour tout ce qui vient du centre de l'Europe. Grimm, mais aussi Diderot et d'autres en sont les tenants : La Pouplinière suit leurs conseils, du moins un temps. Il aida également la femme de lettres Octavie Guichard.
Côté musique, le bon Rameau, nommé musicien du Roi, est de moins en moins présent. À partir de 1744, lui et sa famille s'étaient vu octroyer un appartement rue de Richelieu ; ils en disposèrent pendant douze ans. Ils passent ensuite tous les étés au château de Passy, Rameau y tient l'orgue. En 1754 et 1755 c'est Johann Stamitz qui prend la place de Rameau, puis c'est au tour de François-Joseph Gossec de diriger l'orchestre de La Pouplinière où il avait fait ses débuts en 1751, âgé de 17 ans. Le violoniste Nicolas Capron, qui fut un élève de Pierre Gaviniès, vit également sa carrière débuter en 1756 dans cette formation privée.

### Un second mariage

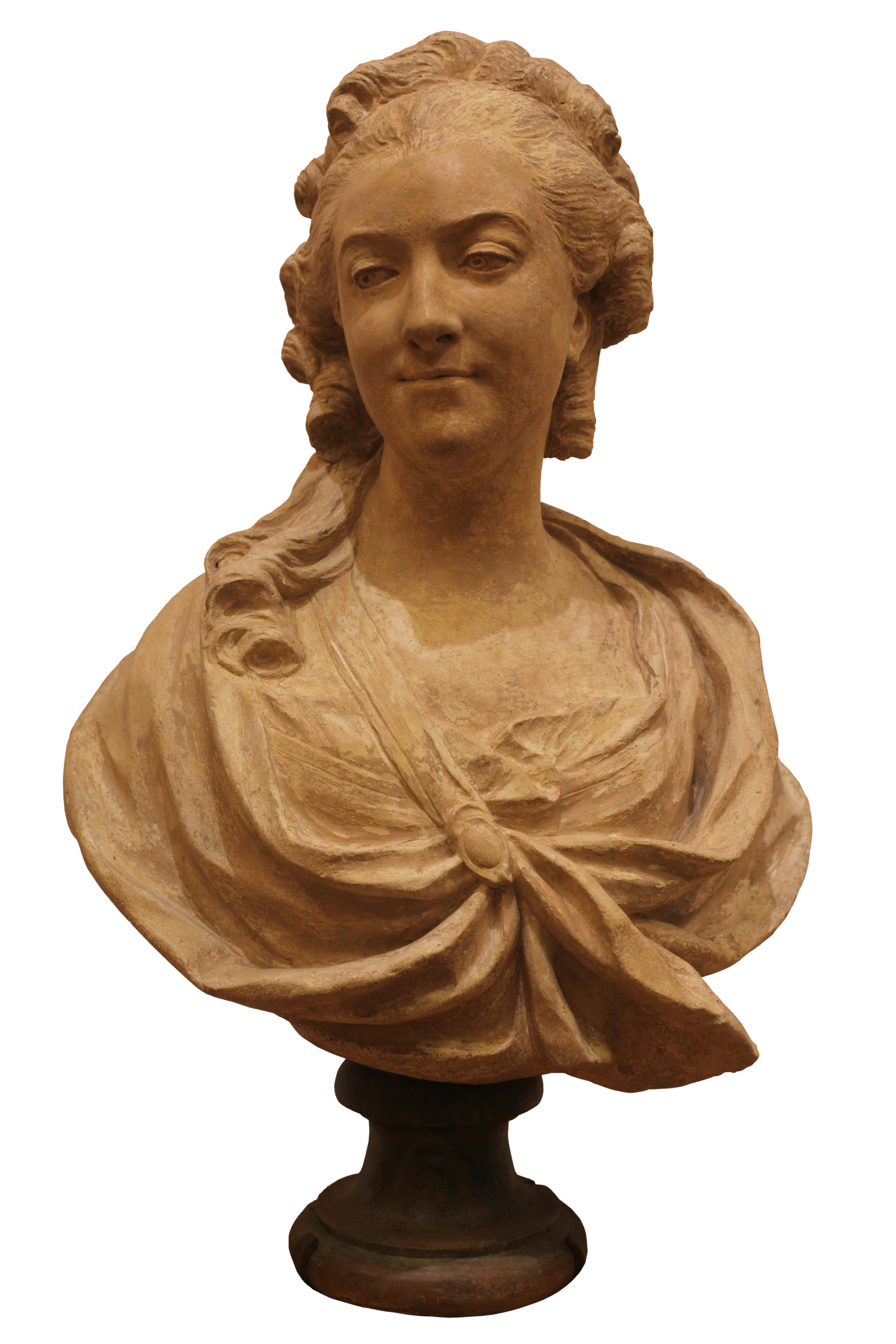
Madame de La Popelinière (1776), modelé du buste par Jean-Baptiste Lemoyne le Jeune, musée des Augustins de Toulouse.

Entre 1750 et 1759, La Pouplinière se livre à des opérations financières importantes. Il place 250 000 livres en rentes viagères à 10 % l'an, répondant ainsi à l'emprunt d’État lancé en octobre 1750, renouvelé en 1754 pour cette fois 400 000 livres. En tout, le fermier aurait placé pour un total de 1,5 million de livres, qui devait s'éteindre à son décès. Ce type de placement serait incompréhensible aujourd'hui si l'on n'avait à l'esprit deux éléments : la monnaie est stable ainsi que les prix ; d'autre part et surtout, les revenus de ces placements, soit 150 000 livres par an, dépassent de beaucoup ceux que lui laissaient les fermes.
Entre 1753 et 1756, le fermier a pour maîtresse Jeanne-Thérèse Goermans, fille d'un facteur de clavecin, dite «Madame de Saint-Aubin», une véritable intrigante. Elle fait un peu la loi chez lui, et devient même la maîtresse de Rameau, du moins serait-elle à l'origine de la rupture consommée entre le musicien et son mécène. En octobre 1756, Thérèse meurt brutalement et le fermier tombe à son tour gravement malade. Peu après, il se rapproche d'un prêtre, un certain Jean de La Coste, qui s'avère être un escroc, et, comble de malchance, la guerre de Sept Ans éclate. La Pouplinière est de plus en plus mal entouré : parasites, quémandeurs, faux-emplois se pressent rue de Richelieu ou à Passy, car sa prodigalité est devenue légendaire.
Remis sur pied, La Pouplinière songe de nouveau à se marier. Casanova lui présente une jeune actrice anglaise, Justine Wynne, ce qui en pleine guerre contre les Britanniques fait paraître suspecte une telle relation et le projet avorte. Le 31 juillet 1759, il épouse Marie-Thérèse de Mondran (1723-1823), fille de Louis de Mondran, académicien de Toulouse. Elle est cultivée et musicienne. Le mariage est célébré à Passy et la dot s'élève à 200 000 livres. Il a 61 ans, elle en a 21. De cette union nait (posthume) le 28 mai 1763 Alexandre-Louis-Gabriel  qui mourut en 1836 : une naissance inespérée qui allait permettre l'exécution d'un testament particulièrement surprenant.
Le premier acte de Marie-Thérèse fut de chasser de la maison la plupart des visiteurs ainsi que Maisonneuve et l'abbé La Coste : le parti de la famille l'emportait, et puis le fermier était fatigué.
En novembre 1760, La Pouplinière fait paraître son seul ouvrage de fiction, le roman Daïra, une histoire orientale, publiée sous couvert d'anonymat, et que la critique trouve compliqué. Dans la foulée, les fêtes reprennent et même les aventures féminines. Le 1er janvier 1762, il perd cependant son emploi de fermier général, sans raison apparente. Il réduit alors considérablement ses dépenses. Cependant, en septembre, il prête les jardins de Passy pour y célébrer un double mariage, celui des neveux de son épouse : le faste est tel que l'on y tire des feux d'artifice et l'on y danse jusqu'à 3 heures du matin.
Le 28 novembre, il tombe subitement malade et meurt le 5 décembre rue de Richelieu. L'enterrement a lieu en l'église Saint-Roch.

### Le testament
Voici copie du testament :
« Ceci est mon testament. De la façon dont j'ai vécu, on ne sera peut-être pas surpris du peu qui me reste et du peu que je laisse. Premièrement, je charge expressément Mlle de Vandy [sa nièce] de se rendre ici pour tenir la main à l'exécution de mes volontés. Il faudra vendre tout ce qui m'appartient, déposer chez un notaire l'argent qui en proviendra et quand tout sera vendu, j'entends que le total soit divisé en cinq parts, sur lesquelles après avoir prélevé de quoi payer (si fait n'est alors) quarante mille livres que je dois à Mme de Champeron, cinquante mille francs à M. le Président Hénault, à mes domestiques et autre ce qui leur sera dû :
J'admets au partage des cinq parts Mlle de Vandy pour une part avec un diamant de quatre mille livres pour ses peines et soins, ensuite M. de Saffray mon neveu, à Mme de Ménildot ma nièce, à M. de Sancourt mon frère et la cinquième à tous mes domestiques, suivant la répartition qu'il plaira à Mlle de Vandy de le faire. Telle est ma volonté.
Fait à Paris le 1er novembre 1762.
Bien entendu qu'il faudra commencer par payer à ma femme deux cens mille francs que j'ai recus d'elle et en outre son douaire de quarante mille écus. »
En 1760, la fortune du fermier avoisinait les 4 millions. À sa mort, plus de la moitié disparaît du fait des rentes viagères. Dans une armoire, il fut retrouvé par son demi-frère Cheveigné (qui n'eut rien) 152 711 livres en écus d'or. Si le solde est de 1,2 million, c'est sur le produit des ventes que les héritiers de la famille vont bien entendu s'entredéchirer jusqu'en 1765, et ce, jusqu'au moindre petit objet...
Madame de la Pouplinière (sic) défendit les droits de son fils : La survenance de ce posthume n'annule-t-elle pas toutes les dispositions testamentaires qu'a faites le sieur de La Pouplinière ignorant la grossesse de sa femme ? Telle est la question à débattre. Le célèbre avocat Gerbier publia plusieurs factums à ce sujet ; il ne semble pas avoir eu gain de cause.

#### Une bibliothèque embarrassante
Un inventaire y fut établi en avril 1763 sous la surveillance de Sirabeau, commissaire du Châtelet, par ordre du Roi, la présence de livres impies y étant soupçonnée : entre autres, on fit détruire quelques figures érotiques en cire à la manière de Clodion et on y confisqua les Mémoires du curé de Trépigny mais aussi les Tableaux des mœurs.... Le catalogue expurgé fut publié dans la foulée en vue de la vente qui eut lieu entre le 17 juillet et le 4 août, dispersant 709 lots.
Ses manuscrits (comédies, compositions musicales, notes de voyages, comptabilité) sont en partie perdus. Certaines des compositions du fermier ont été publiées entre autres dans Le Mercure de France de son vivant.

#### Les tableaux et instruments
L'inventaire des tableaux et estampes n'est nulle part mentionné. Une importante collection de partitions et d'instruments de musique fut répertoriée : clavecin, flute, violon, harpe, guitare, vielle...

### Hommages
Rameau lui rend hommage par sa pièce La Lapoplinière qui débute le IIIe Concert des Pièces de Clavecin en Concerts publiées à Paris en 1741.
Grimm lui a rendu hommage juste après sa mort, dans un article de la Correspondance littéraire du 15 février 1763 : « C’était un homme célèbre à Paris, sa maison était le réceptacle de tous les états. Gens de la cour, gens du monde, gens de lettres, artistes, étrangers, acteurs, actrices, filles de joie, tout y était rassemblé. On appelait la maison une "ménagerie", et le maître le "sultan". »
Louis Petit de Bachaumont écrit : « Les muses pleurent depuis quelques jours la mort d'un de leurs nourrissons et de leurs protecteurs en même temps. C'est Monsieur de La Poupelinière [sic]... On ne doit jamais oublier sa munificence envers les artistes. » (Mémoires secrets pour servir à l'histoire de la République des lettres en France, I, p. 169)
Les frères Goncourt, à propos des Tableaux des mœurs édité chez Jules Gay en 1863 : « Nous lisons ces jours-ci les Mœurs de La Popelinière. Ce livre d'une jolie polissonnerie qui se jette à la fin dans une mer de culs fripons. » (Journal, 28 novembre)

### Écrits
Tous ont été publiés anonymement :

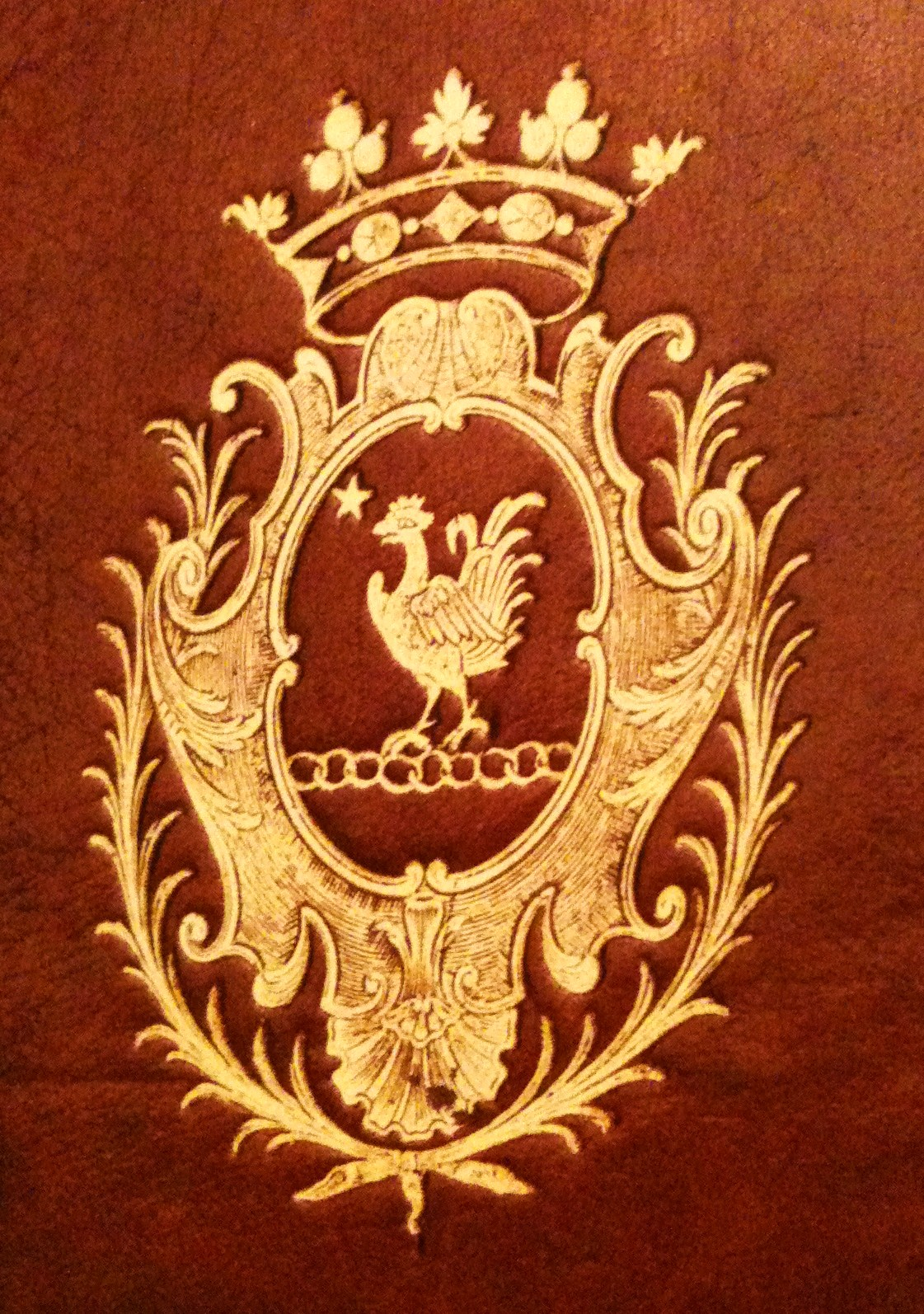
Armoiries de La Pouplinière apposées sur le premier plat de certains des livres de sa bibliothèque.

- Journal du voyage de Hollande, Paris, Claude-François Simon, 1730, lire en ligne sur Gallica.
- Tableaux des mœurs du temps dans les différents âges de la vie[22] suivi de L'Histoire de Zaïrette, Amsterdam [imprimé par Bonnin au château de Passy], 1750 avec 20 illustr. peintes[23] hors-texte d'Alexandre Antoine Marolles [attrib.] - texte paru seul chez Jules Gay, 1863 puis chez Poulet-Malassis avec des gravures de Félicien Rops, etc.
- Daïra, une histoire orientale en quatre parties, Paris, Claude-François Simon, 1760, lire en ligne sur Gallica, puis réédité chez Bauche, 1761, lire en ligne sur Gallica.

### Portraits de La Pouplinière
- Portrait des frères Le Riche, vers 1715-1720, non attribué (anc. collection Saffray et Cheveigné).
- Portrait de La Pouplinière, vers 1725, miniature dite « à la perruque Louis XIV et à la cravate bleue »[24], non attribué (anc. collection Viefville).
- La Pouplinière par Carle van Loo, 1739, portrait dit « à la flute et au médaillon » (anc. collection Saffray-Cheveigné).
- [contesté][25] La Pouplinière par Maurice Quentin de La Tour, vers 1740-1745, pastel dit « vue de trois-quarts, en velours bleu foncé et perruque à marteaux » (inv. LT114, musée Antoine-Lécuyer).
- Le Riche de La Pouplinière par Louis Vigée, vers 1750, tableau perdu dit « assis à sa table ».
- La Pouplinière, gravure de Jean-Joseph Balechou d'après L. Vigée (cf. supra).
- [identifié] Le Riche de La Pouplinière, par Maurice Quentin de La Tour, vers 1755, esquisse de la tête (anc. collection Henri Vever, musée des arts décoratifs de Paris).
- [identifié] Le Riche de La Pouplinière, par Maurice Quentin de La Tour, vers 1755, pastel, (vente Carrier 1868, anc. collection Deutsch de La Meurthe, inv. MV 8353, musée de l'Histoire de France).
- Médaillon datant de 1759, non localisé[26].